# دانیلا دسی
دانیلا دسی (ایتالیایی: Daniela Dessì؛ ۱۴ مهٔ ۱۹۵۷ – ۲۰ اوت ۲۰۱۶) خواننده اپرا اهل ایتالیا بود.
او دانش‌آموختهٔ «کنسرتوار پارما» و «آکادمی کیجانا در سیه‌نا» بود و با رهبران ارکستر بزرگی چون کلودیو آبادو و همچنین جیمز لواین (در تالار اپرای متروپولیتن نیویورک) همکاری داشت.
وی در سن ۵۹ سالگی بر اثر سرطان روده بزرگ در بیمارستان پلی‌آمبولانزا در شهر برشا درگذشت.